# سوزانا هيجوتشي
سوزانا هيجوتشي (بالإسبانية: Susana Higuchi)‏ (و. 1950 – م) هي مهندسة، وسياسية من بيرو .